# 시미터

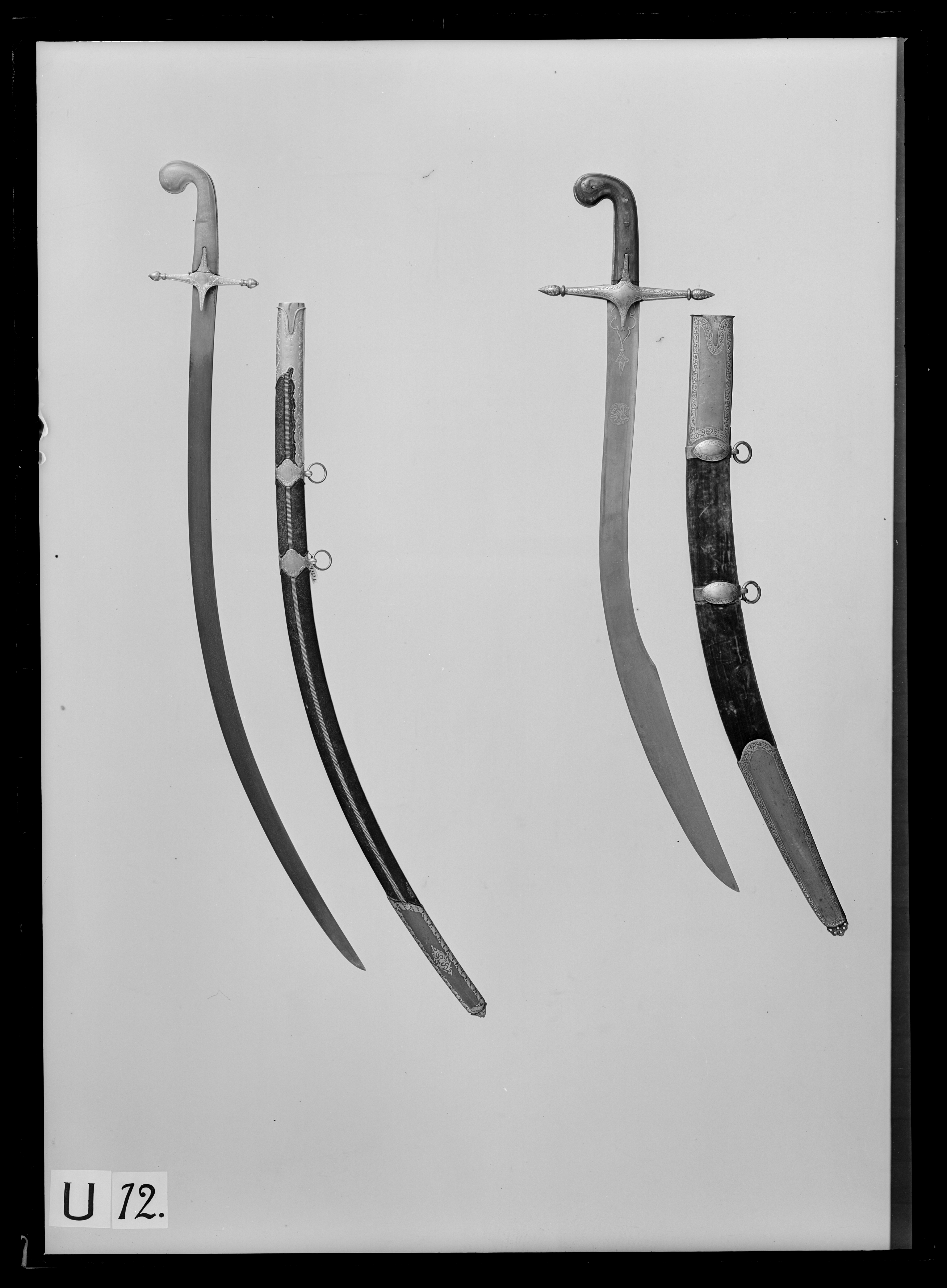
페르시아의 샴쉬르(왼쪽)와 오스만의 킬리지(오른쪽)

시미터(영어: scimitar)는 외날 도검을 부르는 말로 주로 중동, 남아시아와 북아프리카 문화에서 사용된 곡선형 외날을 가진 도검을 가리킨다. 유럽에서 유래한 말로 특정한 도검의 종류를 가리키는 것은 아니나 중앙아시아의 노예병(ghilman)들이 사용한 도검으로부터 영감을 받은 종류의 도검들과 연관된다. 이러한 칼들에는 시미터라는 말의 어원이 되는 페르시아의 샴쉬르(shamshir)나 아랍의 사이프(saif), 인도의 탈와르(talwar), 북아프리카의 님차(nimcha), 튀르크의 킬리지와 아프간의 풀와르(pulwar) 등이 있다. 이들 도검들은 중앙아시아 튀르크족(투르키스탄)의 초기 곡도로부터 파생되었다.